# تروور سینکلر
تروور سینکلر (به انگلیسی: Trevor Sinclair) بازیکن فوتبال زادهٔ ۲ مارس ۱۹۷۳ اهل انگلستان بود که سابقهٔ بازی در تیم ملی فوتبال انگلستان را در کارنامهٔ خود دارد. وی در تاریخ ۱۰ نوامبر ۲۰۰۱ نخستین بازی ملی خود را در مقابل تیم ملی فوتبال سوئد انجام داد و با حضور در ۱۲ بازی ملی، در تاریخ ۲۰ اوت ۲۰۰۳ واپسین بازی ملی‌اش را در برابر تیم ملی فوتبال کرواسی برگزار کرد.